# Кабаки (платформа)
«Кабаки» (бел. Кабакі) — остановочный пункт, расположенный в деревне Кабаки Берёзовского района Брестской области.
Железнодорожная платформа находится между станцией Берёза-Картузская и платформой Павловичи.